# Fraser Mustard

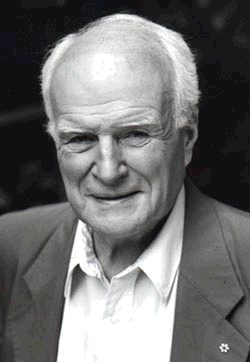
James Fraser Mustard, 1998

James Fraser Mustard (* 16. Oktober 1927 in Toronto; † 16. November 2011 ebenda) war ein kanadischer Mediziner, Leiter von Forschungsinstitutionen und Verfechter von frühkindlicher Förderung.

## Leben
Mustard schloss 1953 sein Studium der Medizin an der University of Toronto mit dem M.D. ab. Zunächst arbeitete er am Toronto General Hospital, dann am Sunnybrook Hospital, ebenfalls in Toronto. An der University of Cambridge erwarb er 1956 einen Ph.D. Anschließend wurde er Forschungsassistent in der Inneren Medizin an der University of Toronto.
1966 gehörte er zu den Gründern der Medizinischen Fakultät der McMaster University in Hamilton, Ontario. 1972 wurde er Dekan und Vizepräsident der dortigen Fakultät für Gesundheitswissenschaften. Von 1982 bis 1996 war er Gründungspräsident des Canadian Institute for Advanced Research (CIFAR).
Mustard war seit 1952 mit Betty Sifton (1929–2004) verheiratet, das Paar hatte sechs Kinder. Fraser Mustard starb an Krebs.

## Wirken
Mustard konnte herausragende Beiträge zur Erforschung von Thrombose und Atherosklerose leisten, insbesondere zu Funktion und Stoffwechsel der Thrombozyten (Blutplättchen) und damit zur Verbindung zwischen Thrombose und Atherosklerose, der Thrombusbildung an den atheromatösen Plaques (siehe Herzinfarkt #Pathophysiologie). Mustard führte grundlegende Experimente zum Blutfluss und Thrombenentstehung (siehe Virchow-Trias) durch. Er zeigte, dass Blutplättchen zur Phagozytose fähig sind, und konnte wesentlich zur Aufklärung von Faktoren beitragen, die die Thrombozytenaggregation beeinflussen. In seiner Arbeitsgruppe wurden wichtige Erkenntnisse zur Wirkung von Acetylsalicylsäure (ASS, Aspirin) auf die Thrombozytenaggregation gewonnen, Fraser brachte erstmals ASS mit einer Wirkung auf Herzinfarkt und Schlaganfall in Zusammenhang.
Als Gründungsmitglied der Medizinischen Fakultät der McMaster University setzte Mustard sich für neue Lernformen mit wenigen Vorlesungen, Lernen in Kleingruppen und problembasiertem Lernen mit interdisziplinärem Ansatz ein. Das Konzept wurde später von vielen medizinischen Fakultäten des nordamerikanischen Kontinents übernommen. Er war der Gründungspräsident des Canadian Institute for Advanced Research (CIFAR), wo er erfolgreich das Konzept der Interdisziplinarität an einer „Universität ohne Mauern“ weiterführte. Mustard diente als Mitglied oder Vorsitzender zahlreicher Kommissionen und Beiräte der Regierungen von Kanada, Ontario, British Columbia und Manitoba.
In seinen letzten beiden Lebensjahrzehnten setzte sich Mustard vor allem für die Frühförderung von Kindern ein. Gemeinsam mit Margaret Norrie McCain, der früheren Vizegouverneurin von New Brunswick, leitete Mustard die 1999 veröffentlichte, wegweisende Studie zu den langfristigen Erfolgen einer frühkindlichen Förderung (Early Years Study: Reversing the Real Brain Drain). 2007 und 2011 – kurz nach Mustards Tod – erschienen der zweite und dritte Teil der Studie. Aufbauend auf die Ergebnisse dieser Studien wurde in Ontario der Ganztagskindergarten eingeführt. 2004 gehörte Mustard zu den Gründern des Council for Early Childhood Development.
Mustard veröffentlichte mehr als 500 wissenschaftliche Publikationen.

## Auszeichnungen (Auswahl)
- 1967 Gairdner Foundation International Award[2]
- 1976 Fellow der Royal Society of Canada[3]
- 1985 Officer of the Order of Canada[4]
- 1988 J. Allyn Taylor International Prize in Medicine
- 1992 Order of Ontario[5]
- 1993 Companion of the Order of Canada[4]
- 1993 Sir John William Dawson Medal der Royal Society of Canada[6]
- 1998 Gallery of Distinction (Hamilton)[7]
- 2003 Aufnahme in die Canadian Medical Hall of Fame (postum)

- Golden Jubilee Medal[8]
- 23 Ehrendoktorate, darunter das der University of Toronto, 1988